# Fairchild Semiconductor
Fairchild Semiconductor va ser l'empresa que va començar a comercialitzar els primers circuits integrats i va ser un dels principals participants en l'evolució de Silicon Valley als anys 60. Actualment dona feina a més de 10.000 empleats a tot el món; la seva seu central és a Maine però té diverses divisions per tot Estats Units i fàbriques a Corea i Filipines.
El 1956 William Shockley va obrir uns laboratoris com a divisió de Beckman Instruments, però un any més tard, i després de molts problemes amb aquesta empresa (principalment problemes personals), va reclutar a vuit tècnics dels seus laboratoris i va obrir Fairchild Semiconductor: Julius Blank, Victor Grinich, Jean Hoerni, Eugene Kleiner, Jay Last, Gordon Moore, Robert Noyce, i Sheldon Roberts.
Ben aviat van començar a comercialitzar els seus productes. Van ser pioners a fabricar transistors de silici (fins aquell moment s'utilitzava germani). Al cap d'un parell d'anys de la inauguració van aconseguir integrar quatre transistors en una sola peça de semiconductor; aquest va ser el primer esbós de circuit integrat.
Durant els anys 60 van ser els principals fabricants de circuits integrats, i van proveir (entre d'altres) a IBM, principal font d'ingressos. L'any 1968 Robert Noyce i Gordon Moore abandonen l'empresa per a formar Intel; després d'uns primers anys de competència, de seguida Fairchild Semiconductor abandona la fabricació de microprocessadors i deixa aquest mercat per a Intel, limitant-se al desenvolupament de nous circuits integrats (circuits ROM, MOSFET, optoacobladors, etc.).